# Schnaittenbach
Schnaittenbach est une ville allemande, située en Bavière, dans l'arrondissement d'Amberg-Sulzbach et le district du Haut-Palatinat.
D'importantes carrières de kaolin sont en exploitation sur le territoire communal.